# Hafsa
Hafsa (حَفْصَة) est un prénom féminin arabe .
Signification: Petite lionne.

## Porteuse célèbre
- Hafsa bint Omar (606-667) la 4e épouse de Mahomet, fille du deuxième calife Omar.